# 水蕨科
水蕨科（Parkeriaceae），一年或多年生挺水植物、沉水植物或漂浮植物，高從15公分到40公分左右都有。葉子生長呈現多樣化，並沒有一定，會隨週遭環境有所更動。一般來說，該種植物都生長在溼地。
在台灣僅有水蕨（Ceratopteris thalictroides（L） Brongn.）一種，自上新世起出現孢子的化石。

## 形態
莖節直立。
葉雙型，營養葉為一回至三回羽狀複葉、網狀脈；孢子葉則更細裂，葉緣反捲形成假孢子囊膜。
孢子囊生於特殊的孢子葉上，沿葉的邊緣生長成排，具有假膜。孢子囊為球形、具有短柄及厚環壁；孢子為三叉裂溝粒。